# Cámbiame de noche
Cámbiame de noche fue un programa de televisión dedicado al cambio de imagen. El formato, presentado por Marta Torné, fue producido por La Fábrica de la Tele y se emitió en Telecinco los miércoles a las 22:00 entre el 23 de septiembre y el 25 de noviembre de 2015.
Este programa fue el segundo spin-off del programa de sobremesa Cámbiame, que también fue presentado por Marta Torné, y contó con los mismos estilistas. Cámbiame de noche salió a la luz a raíz de la cancelación de Cámbiame premium, primer spin-off de Cámbiame, que fue presentado por Jorge Javier Vázquez, y que debido a sus bajos índices de audiencia, fue cancelado tras 3 programas en el prime time de Telecinco.

## Historia
Debido al éxito de Cámbiame en la sobremesa diaria de Telecinco, Mediaset España decidió llevar al prime time de la cadena un espacio de variedades que, bajo la misma marca, contara con cambios de imagen, transformaciones de hogar, coches o negocios, cambios de actitud de los participantes, felicitaciones de cumpleaños, pedidas de mano o cambios a barrios o pueblos enteros, entre otros aspectos. Así, el 1 de septiembre de 2015 llegó Cámbiame Premium, un programa de emisión semanal presentado por Jorge Javier Vázquez y que contaba con la colaboración de los jueces de la versión diaria. Sin embargo, los descendentes datos de audiencia que cosechó durante sus únicos tres programas fueron determinantes, por lo que fue cancelado el 15 de septiembre del mismo año.
A pesar de la retirada de Cámbiame premium, la cadena decidió reformularlo y adaptarlo al access prime time semanal. De este modo, el miércoles 23 de septiembre de 2015 llegó Cámbiame de noche, que en un principio se iba a denominar Cámbiame TOP, haciendo tándem con la segunda temporada de B&b, de boca en boca dentro de un contenedor denominado La noche de la moda.
Sin embargo y tras ocho semanas de emisión en el prime time, el 24 de noviembre de 2015 se anunció la cancelación del espacio debido a los bajos resultados de audiencia en Telecinco y fue sustituido por el programa Cazamariposas.

## Formato
El espacio contó con una pasarela mecánica de diez metros, la cual unía la puerta de entrada con la zona del jurado. Durante sesenta segundos, mientras llegaban hacia el jurado en la cinta transportadora, deberían convencerlos con sus historias para lograr ser cambiados. Si uno de ellos accionaba el pulsador, la pasarela, que disponía de una iluminación verde en sus extremos, se volvía de color amarillo; si lo accionasen dos, se volvía naranja, y si lo hacían los tres, se ponía roja y se detenía, lo que significaba que el jurado decidía no cambiar a ese/a participante. Por el contrario, si no oprimían el botón, el concursante tenía que elegir al miembro del jurado que quería que modificase su estilo, a no ser que únicamente quedase uno sin pulsarlo, que era quien iniciaba el proceso de transformación.
Después llegaba el cambio de look, donde se veía el proceso de transformación (ropa, zapatos, maquillaje e incluso tatuajes o infiltraciones), aunque no se veía el resultado hasta el final. Además, también se conocía la historia del participante a través de los testimonios de amigos o familiares. Finalmente, la cinta del plató se volvía a poner en marcha para recibir al elegido, donde le esperaban los familiares a ambos lados de la pasarela y podía comprobar su cambio de imagen a través de un gran espejo.

## Equipo

### Productora
- La Fábrica de la Tele

### Presentador
- Marta Torné (2015).

### Estilistas
- Cristina Rodríguez (actriz, presentadora, figurinista y encargada de vestuario en cine, teatro y televisión).
- Natalia Ferviú (directora creativa, editora de moda, DJ, it-girl).
- Pelayo Díaz (modelo y bloguero. Ha trabajado con firmas como Alexander McQueen (McQ) y David Delfín).

## Audiencias
| Temporada | Temporada | Episodios | Estreno                  | Final                   | Audiencia media | Audiencia media |
| Temporada | Temporada | Episodios | Estreno                  | Final                   | Espectadores    | Cuota           |
| --------- | --------- | --------- | ------------------------ | ----------------------- | --------------- | --------------- |
|           | 1         | 8         | 23 de septiembre de 2015 | 25 de noviembre de 2015 | 1 785 000       | 9,2%            |
| Total     | Total     | 8         | 2015                     | 2015                    | 1 785 000       | 9,2%            |

| N.º (prog.) | N.º (temp.) | Fecha      | Cambio de...            | Realizado por...                | Espectadores | Cuota |
| ----------- | ----------- | ---------- | ----------------------- | ------------------------------- | ------------ | ----- |
| 1           | 1           | 23/09/2015 | Cambio de Mercedes      | Realizado por Natalia           | 1 603 000    | 8,7%  |
| 2           | 2           | 30/09/2015 | Cambio de Juani y Sarah | Realizado por Cristina y Pelayo | 1 798 000    | 9,5%  |
| 3           | 3           | 07/10/2015 | Cambio de Fuensanta     | Realizado por Cristina          | 1 907 000    | 9,0%  |
| 4           | 4           | 14/10/2015 | Cambio de Andrew        | Realizado por Natalia           | 1 920 000    | 9,9%  |
| 5           | 5           | 21/10/2015 | Cambio de María         | Realizado por Pelayo            | 1 789 000    | 9,5%  |
| 6           | 6           | 28/10/2015 | Cambio de Fernando      | Realizado por Cristina          | 1 780 000    | 9,0%  |
| 7           | 7           | 04/11/2015 | Cambio de Ana           | Realizado por Natalia           | 1 820 000    | 9,3%  |
| 8           | 8           | 25/11/2015 | Cambio de Ángeles       | Realizado por Cristina          | 1 664 000    | 8,5%  |